# Olavus Johannis Wong
Olavus Johannis Wong, född mars 1634 i Vånga församling, Östergötland, död 27 januari 1694 i Linköpings församling, Östergötlands län, var en svensk präst och domprost.

## Biografi
Wong föddes mars 1634 på Balderum i Vånga socken. Han var son till bergsmannen Hans Paulsson och Margareta Nilsdotter. 1657 inskrevs Wong i Östgöta nations matrikel i Uppsala. Han nämns först 16 september 1658 i universitetets matrikel. 18 augusti 1666 blev han konrektor i Söderköping, men sa upp sig från tjänst redan 21 augusti samma år. Han fortsatte istället att studera i Uppsala fram till 1670. 1670 blev han rektor i Söderköping. Wong prästvigdes 15 februari 1672. Han blev 1673 lektor i historia och moral i Linköping. 1681 blev han kyrkoherde i Skeda församling och andre teologi lektor. Det året blev han även kontraktsprost över Vifolka kontrakt. 1686 blev Wong förste teologi lektor. Domprost blev han 23 november 1691 i Linköpings församling. Wong avled 27 januari 1694 i Linköping. Han begravdes av biskopen Haquin Spegel i Linköpings domkyrka 18 mars samma år.

### Familj
Wong gifte sig 20 juni 1672 med Margareta Laurinus (död 1695), dotter till kyrkoherden i Häradshammars församling. De fick tillsammans barnen Laurentius Wong (1673–1674), Margareta Wong som var gift med kyrkoherden Simon Löfgren i S:t Laurentii församling, Söderköping, borgmästaren Johan Wong (1677–1740) i Stockholm, Helena Wong (1680–1680), Karin Wong som var gift med kyrkoherden Jonas Livin i Linderås församling, rådmannen Lars Wong (död 1725) i Gävle och kyrkoherden Daniel Wong (1689–1744) i Hällestads församling.